# Caltojar
Caltojar és un municipi de la província de Sòria, a la comunitat autònoma de Castella i Lleó. Limita amb Fuentelpuerco (actual Fuentetovar), La Riba de Escalote, Velamazán, Bordecorex, Casillas i Cabreriza.